# Tudor Pro Cycling Team/2024
Deze pagina geeft een overzicht van de wielerploeg Tudor Pro Cycling Team in 2024.

## Algemeen
Hoofdsponsor: Tudor
Algemeen manager: Raphael Meyer
Teammanager: Bart Leysen, Ricardo Scheidecker, Matteo Tosatto
Ploegleiders: Sylvain Blanquefort, Claudio Cozzi, Sebastian Deckert, Morgan Lamoisson, Marcel Sieberg, Boris Zimine
Fietsmerk: BMC
Kleding: Assos

## Renners
| Naam                     | Geboortedatum | Nationaliteit | Ploeg 2023                 |
| ------------------------ | ------------- | ------------- | -------------------------- |
| Tom Bohli                | 17-01-1994    | Zwitserland   |                            |
| Marco Brenner            | 27-08-2002    | Duitsland     | Team DSM-Firmenich         |
| Nils Brun                | 14-06-2000    | Zwitserland   |                            |
| Aloïs Charrin            | 08-09-2000    | Frankrijk     |                            |
| Alberto Dainese          | 25-03-1998    | Italië        | Team DSM-Firmenich         |
| Arvid de Kleijn          | 21-03-1994    | Nederland     |                            |
| Jacob Eriksson           | 01-10-1999    | Zweden        |                            |
| Lucas Eriksson           | 10-04-1996    | Zweden        |                            |
| Robin Froidevaux         | 17-10-1998    | Zwitserland   |                            |
| Miká Heming              | 06-04-2000    | Duitsland     |                            |
| Alexander Kamp           | 14-12-1993    | Denemarken    |                            |
| Petr Kelemen             | 18-11-2000    | Tsjechië      |                            |
| Arthur Kluckers          | 15-03-2000    | Luxemburg     |                            |
| Sebastian Kolze Changizi | 29-12-2000    | Denemarken    |                            |
| Alexander Krieger        | 28-11-1991    | Duitsland     | Alpecin-Deceuninck         |
| Marius Mayrhofer         | 18-09-2000    | Duitsland     | Team DSM-Firmenich         |
| Simon Pellaud            | 06-11-1992    | Zwitserland   |                            |
| Rick Pluimers            | 07-12-2000    | Nederland     |                            |
| Sébastien Reichenbach    | 29-05-1989    | Zwitserland   |                            |
| Mathys Rondel*           | 23-09-2003    | Frankrijk     | Tudor Pro Cycling Team U23 |
| Michael Storer           | 28-02-1997    | Australië     | Groupama-FDJ               |
| Florian Stork            | 27-04-1997    | Duitsland     | Team DSM-Firmenich         |
| Joël Suter               | 25-10-1998    | Zwitserland   |                            |
| Roland Thalmann          | 05-08-1993    | Zwitserland   |                            |
| Matteo Trentin           | 02-08-1989    | Italië        | UAE Team Emirates          |
| Yannis Voisard           | 26-07-1998    | Zwitserland   |                            |
| Hannes Wilksch           | 30-10-2001    | Duitsland     |                            |
| Luc Wirtgen              | 07-07-1998    | Luxemburg     |                            |
| Maikel Zijlaard          | 01-06-1999    | Nederland     |                            |

* vanaf 20/7

## Overwinningen
| Nationale kampioenschappen wielrennen Duitsland - wegrit: Marco Brenner Luxemburg - tijdrit: Arthur Kluckers Zweden - wegrit: Jacob Eriksson Parijs-Nice 2e etappe: Arvid de Kleijn Internationale Wielerweek 1e etappe: Marco Brenner Région Pays de la Loire Tour 3e etappe: Alberto Dainese Ronde van de Abruzzen Jongerenklassement: Marco Brenner Ronde van Romandië Proloog: Maikel Zijlaard | Ronde van Wallonië 4e etappe: Matteo Trentin Eindklassement: Matteo Trentin Ronde van Tsjechië Jongerenklassement: Marco Brenner Grote Prijs van Fourmies Arvid de Kleijn GP van Isbergues Arvid de Kleijn Ronde van Langkawi 4e etappe: Arvid de Kleijn 5e etappe: Arvid de Kleijn |  |

2019 · 2020 · 2021 · 2022 · 2023 · 2024 · 2025
Bingoal WB · Burgos-BH · Caja Rural-Seguros RGA · Equipo Kern Pharma · Euskaltel-Euskadi · Israel-Premier Tech · Lotto Dstny · Polti Kometa · Q36.5 Pro Cycling Team · TDT-Unibet Cycling Team · Team Corratec-Vini Fantini · Team Flanders-Baloise · Team Novo Nordisk · TotalEnergies · Tudor Pro Cycling Team · Uno-X Mobility · VF Group-Bardiani CSF-Faizanè